# Cazasubmarinos

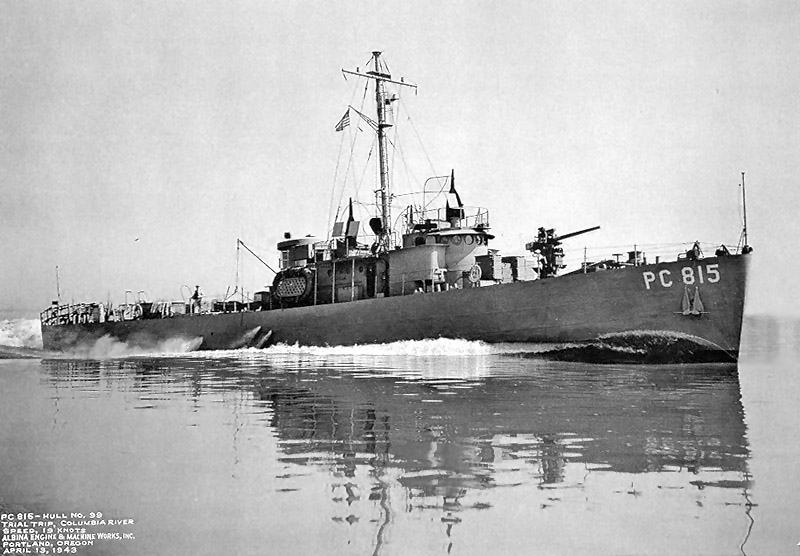
USS PC-815.

El cazasubmarinos es un barco pequeño y rápido especialmente diseñado para la guerra antisubmarina. Aunque se desarrollaron algunas otras embarcaciones con un diseño similar en otros países, generalmente el término se identifica con los construidos por la Armada de los Estados Unidos y utilizados mayormente durante la Segunda Guerra Mundial. Su arma principal son las cargas de profundidad. Están artillados además con ametralladoras y cañones antiaéreos.
Los cazasubmarinos de los Estados Unidos fueron diseñados específicamente para destruir submarinos alemanes durante la Primera Guerra Mundial, y japoneses y alemanes durante la Segunda Guerra Mundial. El primer modelo de este tipo fue utilizado en la Primera Guerra Mundial bajo la designación SC (Sub Chaser).
Durante la Segunda Guerra Mundial, los cazasubmarinos ahora bajo la designación PC (Patrol Coastal), fueron utilizados principalmente por el Servicio de Guardacostas de los Estados Unidos para destruir los submarinos alemanes y japoneses que se acercaban a las costas del país, buscando torpedear a los buques mercantes que se dirigían al frente de guerra. A finales de la guerra habían hundido alrededor de 67 submarinos. En el frente del Océano Pacífico fueron usados en los desembarcos anfibios, como naves correo y naves escoltas.

## Después de la Segunda Guerra Mundial
Casi la mayoría de estos barcos fueron dados de baja al concluir la Segunda Guerra Mundial y reemplazados por corbetas, fragatas y destructores. Algunos pocos están aún en servicio en Armadas de países en desarrollo, pero son reemplazados con ventaja por lanchas rápidas de ataque, lanchas rápidas, buques torpederos y barcos lanzamisiles.